# アレクシス・フェルディナンド・ツー・ヴィンディッシュ＝グレーツ
アレクシス・フェルディナンド・ツー・ヴィンディッシュ＝グレーツ（ドイツ語: Alexis Ferdinando zu Windisch-Graetz, 1991年12月10日 - 2010年2月4日）は、オーストリアの人物。

## 生涯
1991年12月10日、弟系ヴィンディッシュ＝グレーツ家の家長であるマリアーノ・フーゴー（ヨーゼフ・ニコラウスの昆孫）とその妻ゾフィー（エスターライヒ大公フェルディナントの次女、マクシミリアン・オイゲンの孫）の間に次男（第2子）としてローマで生まれる。
2010年2月4日、イタリアのカンパニア州カゼルタ県サンタンジェロ・ダリーフェ近郊で追突事故を起こし、頭と胸を強打して死亡した。